# 書記 (歴史書)
『書記（しょき）』は百済の歴史を記録した本である。近肖古王の時の博士高興が著述したというが、伝わっていない。
高興は近仇首王1年（375年）初めに博士となり、最初に文字を記録する術を知って『書記』を編纂した。百済には書記以外にも、『百済記』『百済新撰』『百済本記』などの史書があったというが、伝わっていない。

## 概説
三国時代百済の学者高興が、第13代近肖古王の時に編纂した歴史書である。
『三国史記』「百済本紀」近肖古王30年条の末尾に、「古記に曰く、百済は開国以来、いまだ文字で事実を記録することがなかったが、ここに至って博士高興を得て、ようやく書記を持つようになった。しかし、高興はかつて別の本には現れないので、どんな人であるのか知りようがないのである」といい、百済の歴史編纂に関する語句が見えている。ここで書記を歴史書の名でない普通名詞、すなわち公的な文字記録が制度化されはじめたという意味と解し、文書記録あるいは行政文書がこの時からはじまったとみる見解がある。
一方、百済は長らくの間、楽浪郡・帯方郡に隣接していたために、早くから漢人たちを多く吸収する機会が与えられていて、それらの影響で漢文が普及したことは比較的早い時期と推測し、『三国史記』の「いまだ文字で事実を記録することがなかった」との記事を、『書記』という国史の編纂がまだなかったとの意味とみて、『書記』は単純な文字の記録ではない歴史書と規定する見解がある。
征服国家として擡頭した近肖古王の時は、『国史』が編纂された新羅の真興王の時と対比される。百済が国家の制度を整備して対外的な発展を始める頃に編纂したこの本は、中央集権的貴族国家建設の文化的記念塔だということができる。

## 参考資料
- 金富軾『三国史記』 2巻、井上秀雄訳注、平凡社〈東洋文庫425〉、1983年、314,321頁。ISBN 458280425X。

この記述には、ダウムからGFDLまたはCC BY-SA 3.0で公開される百科事典『グローバル世界大百科事典』をもとに作成した内容が含まれています。